# Jungermannia erectifolia
Jungermannia erectifolia là một loài Rêu trong họ Jungermanniaceae. Loài này được Stephani mô tả khoa học đầu tiên năm 1894.